# 富ノ谷川
富ノ谷川（とみのだにがわ）は、徳島県板野郡板野町を流れる吉野川水系の河川である。

## 地理
板野町富ノ谷に源を発し、山間を南流しながら旧吉野川へ合流する。中流部では唐土谷川が合流する。主な橋梁に下流部の徳島県道12号鳴門池田線に富ノ谷橋が架かる。

## 支流
- 唐土谷川

## 主な橋梁
- 富ノ谷橋 - 徳島県道12号鳴門池田線

## 流域の主な施設
- JR高徳線阿波川端駅
- 伊田八幡神社